# 帕尔维莱尔-勒凯努瓦
帕尔维莱尔-勒凯努瓦（法語：Parvillers-le-Quesnoy）是法国上法兰西大区索姆省的一个市镇，原属蒙迪迪耶区，2017年1月1日起改属佩罗讷区。该市镇2009年时的人口为233人。

## 人口
帕尔维莱尔-勒凯努瓦人口变化图示
| 数据来源：INSEE |